# Ozius guttatus
Ozius guttatus is een krabbensoort uit de familie van de Oziidae. De wetenschappelijke naam van de soort werd in 1834 voor het eerst geldig gepubliceerd door Henri Milne-Edwards.